# Blackburn Skua
A Blackburn Skua volt az első angol zuhanóbombázó és a brit Royal Navy első, bevetésre alkalmas egyfedelű gépe. A Skua a brit védelmi minisztérium 0.27/34  specifikációjára készült. 1938-as szolgálatba állásakor három századnál lett rendszeresítve. A második világháború kezdetén ezen típus pilótái érték el az első légi győzelmet német repülőgép ellen - egy Dornier Do 18-as hidroplán lelövésével - ugyanakkor ez volt az első repülőgéptípus, amellyel a második világháborúban nagyméretű német hadihajót – a Königsberg könnyűcirkálót – süllyesztettek el. Zuhanóbombázó sikerei ellenére hamarosan kiderült, hogy a Skuák tehetetlenek a Messerschmitt Bf 109-es kategóriájú modern vadászgépekkel szemben, ezért 1941-re kivonták a frontvonalból, ahol a Fairey Fulmar váltotta fel. A Skua és a belőle kifejlesztett Blackburn Roc vadászgépek végül célvontatóként és iskolagépként fejezték be pályafutásukat. A teljes flotta 2 darab Mercury motoros prototípusból és 190 darab sorozatgépből állt.